# 리얼골드

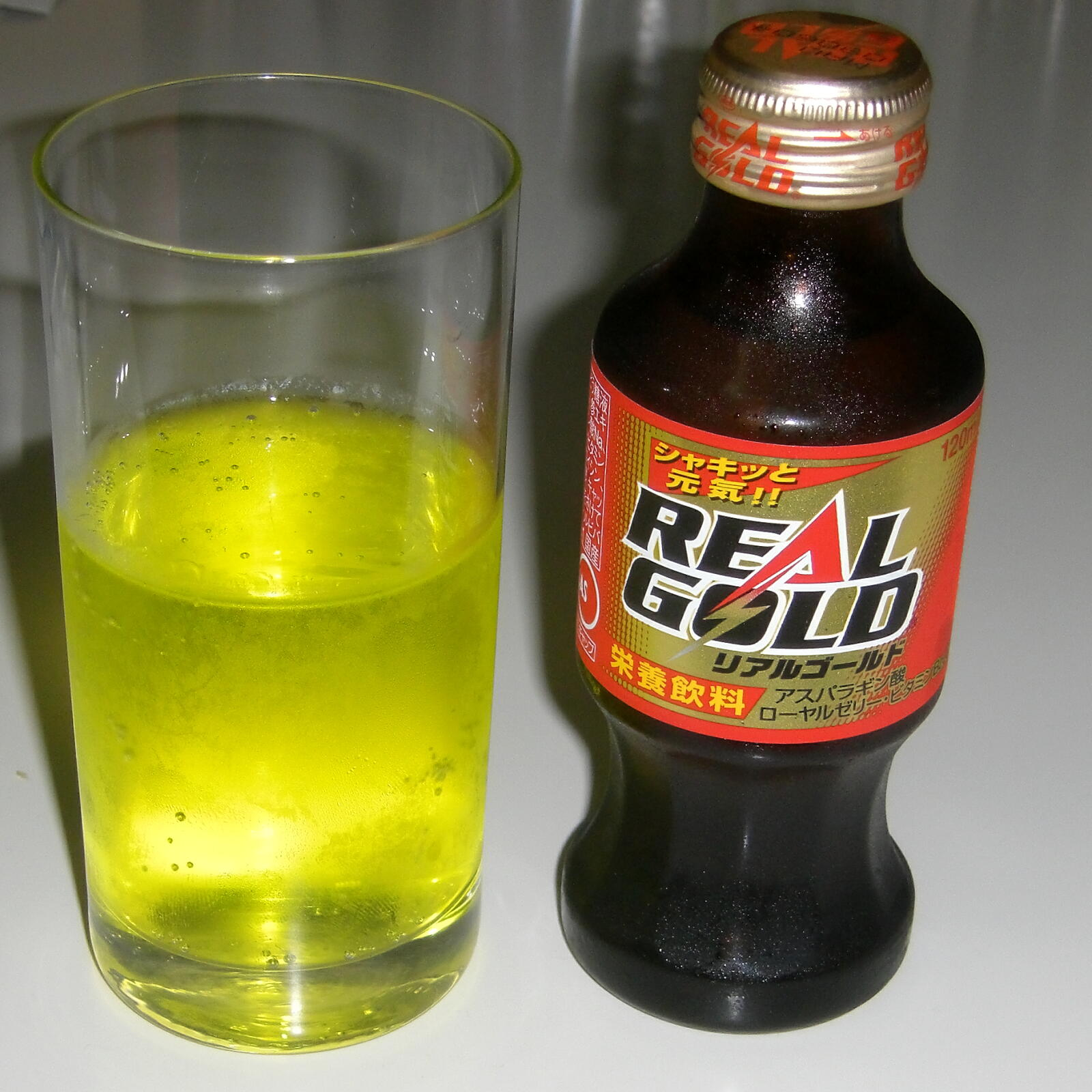
리얼골드 유리병의 실제 모습이며, 왼쪽에 있는 유리잔에 부어 있는 내용물이 리얼골드의 실제 원액이다. 해당 유리병의 용량은 120ml이다.

리얼골드(일본어: リアルゴールド, REAL GOLD)는 일본 코카-콜라에서 1981년에 발매된 탄산음료로, 오로나민C와 비슷한 개념을 가진 건강 기능성 음료이기도 하다. 그러나 출시 초창기 때부터는 유리병 제품이 주류를 이루고 있으나, 현재는 190ml짜리 캔 종류 제품군 외에도 400~500ml 급의 PET병 등을 주요 제품군으로 생산되어 있다. 이유는 1985년 당시 있었던 일본판 상주 농약 사이다 사건인 파라콰트 연쇄독살사건 이후 유리병 형태를 띈 리얼골드 제품의 생산 중지 명령에 대해 요청 승인을 일본 정부 당국에 제시하였으나, 그 당시의 일본 지역 사회 및 당국에서의 지침도 무시되려고 일관되었던 것으로 보인다. 이 사건의 여파에 따라 현재는 병 형태의 리얼골드 제품의 생산이 중단되는 결과가 있는 것으로 보인다. 그리고 해당 제품군의 명칭에 대한 유래를 보면 "고급 에너지 음료로 적합한 이미지를 가진 명칭"으로 선정되었기 때문이다. 특이하게도 이 제품에는 오로나민C와 달리 카페인이 거의 없는 독특한 음료로 보인다. 추후 대한민국에서 리얼골드가 시판하게 되면 해태HTB 익산공장(구 영진약품 공장)에서 제조할 가능성이 매우 클 것으로 예상된다.